# Григорьев, Николай Григорьевич (физик)
Григорьев, Николай Григорьевич (1 августа 1928, Верхняя Типсирма, Красноармейский район, Чувашская АССР — 27 марта 2016, Москва) – советский учёный-физик. Кандидат технических наук. Полковник запаса. Лауреат Ленинской премии (1960). 

## Биография
Окончил начальную школу в деревне Кошки, среднюю школу в селе Большая Шатьма Красноармейского района Чувашской АССР. 
Окончил физико-математический факультет Казанского университета.
Работал научным сотрудником закрытых военных научно-исследовательских институтов Подмосковья и города Москвы. Один из авторов разработки электронного прибора нового поколения. Инструктор отдела оборонной промышленности ЦК КПСС. В 1989-1994 гг. преподавал в Московском техникуме электронных приборов.
Проживал в Москве.

## Награды
- Ленинская премия (1960) — за достижения в области радиофизики,
- орден «Знак Почёта»,
- Почётная грамота Президиума Верховного совета РСФСР (1988).
- медалями.